# Duviardia oubitai
Duviardia oubitai är en insektsart som beskrevs av Donskoff 1985. Duviardia oubitai ingår i släktet Duviardia och familjen gräshoppor. Inga underarter finns listade i Catalogue of Life.